# クイーンズ・パーク駅
クイーンズ・パーク駅（クイーンズ・パークえき、英語：Queen's Park station）は、ロンドン北西部、クイーンズ・パークにあるロンドン地下鉄とロンドン・オーバーグラウンドの駅である。キルバーンの西、サルズベリー・ロードの南端に位置し、トラベルカード・ゾーン2に含まれる。

## 歴史
当駅は1879年6月2日にロンドン・アンド・ノース・ウェスタン鉄道がロンドン - バーミンガム間を開業した際に開設された。1915年2月11日、ベーカーストリート・アンド・ウォータールー鉄道（ベーカールー・チューブ、後のベーカールー線）がキルバーン・パークから延伸して当駅に達し、1915年5月10日、ベーカールー・チューブの列車が当駅から北へ新設されたワトフォードDC線を経由してウィルズデン・ジャンクション駅まで乗り入れるようになった。以前はナショナル・レールの列車が停車していたが、2013年12月以降は停車しなくなっている。なお、この変更が行われた際の事業者はロンドン・ミッドランドで、最末期の停車本数は1日3本であった。

## 駅レイアウト
当駅には島式ホーム2面4線（1 - 4番線）、相対式ホーム2面2線（5 - 6番線）があり、すべて地上に設置されている。本線鉄道の緩行線に設けられたホーム（5 - 6番線）は保線工事や、部分運休の際に使用され、ベーカールー線のトンネル入り口は当駅の東約300メートル (980 ft)のところにある。ベーカールー線には当駅を起終点とする列車があるため、島式ホーム2面4線の中央2線から発着し、2番線が東行、3番線が西行である。駅西側でベーカールー線の線路は4線に分かれ、留置線となる。ワトフォードDC線に直通する列車は留置線の外側の線路を通過する。ベーカールー線の列車の約1/3は当駅止まりとなってウィルズデン・ジャンクション、ストーンブリッジ・パーク、ハーロウ&ウィールドストーン方面には直通しない。駅の外からホームに入るには自動改札機を通る必要がある。

## バス路線
ロンドンバス6、36、106、187、316が当駅を経由する。

## 改築計画
当駅には2019年完成予定でバリアフリー対応に改築される計画がある。

## ギャラリー

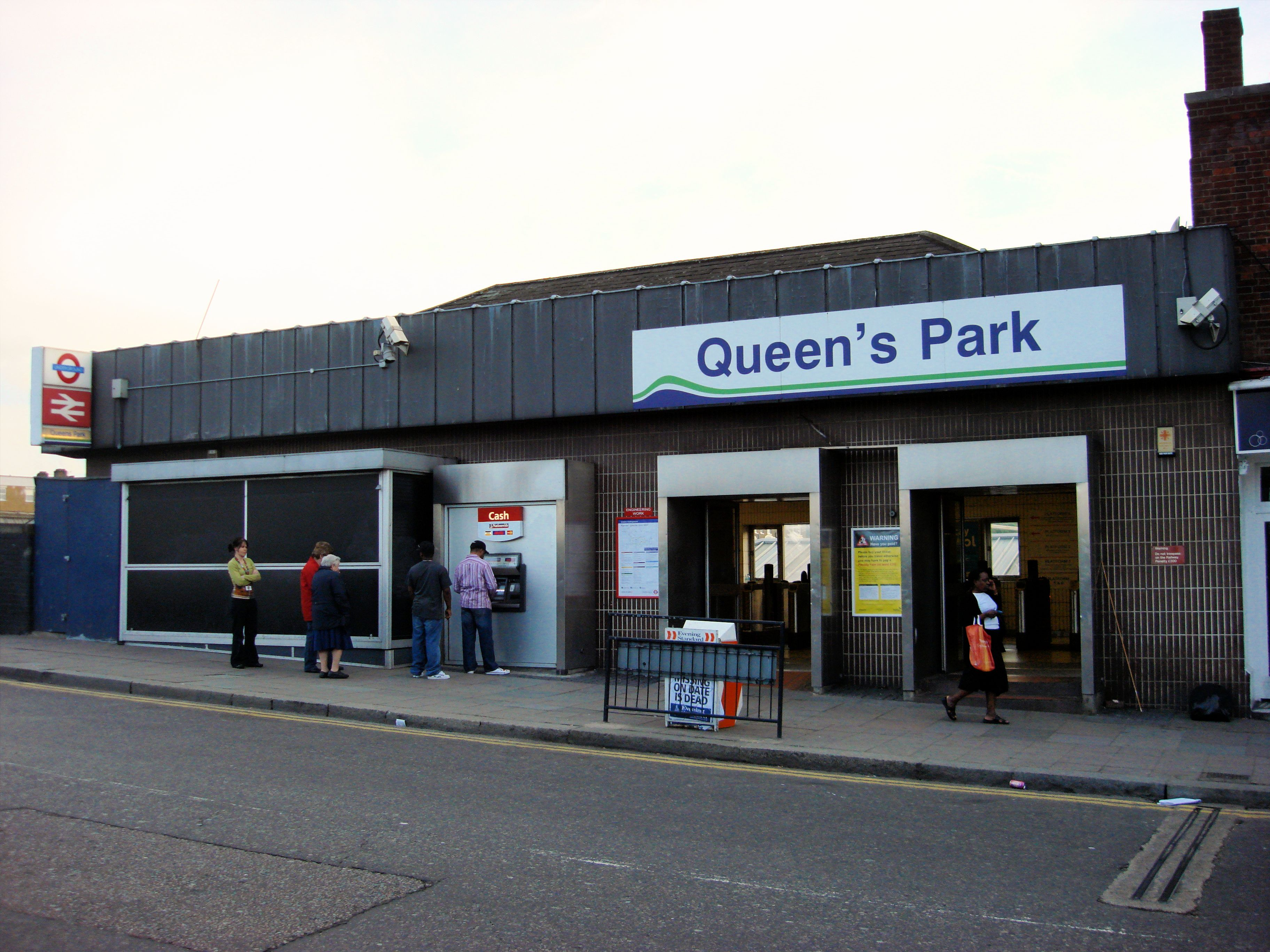
「シルバーリンク」が運営していた時代の駅舎。2007年撮影
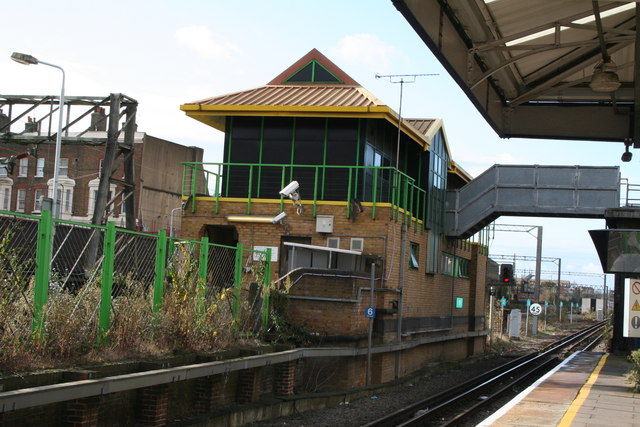
予約業務に使われていた建物。ウィルズデン・ジャンクションの施設が老朽化したため当駅に新設された

## 隣の駅
ロンドン交通局
ロンドン地下鉄
■ベーカールー線
ケンサル・グリーン駅 - クイーンズ・パーク駅 - キルバーン・パーク駅
■ロンドン・オーバーグラウンド
ワトフォードDC線
ケンサル・グリーン駅 - クイーンズ・パーク駅 - キルバーン・ハイ・ロード駅